# تورتيوغيوتاس (مدينة)
تورتيوغيوتاس (بالإسبانية: Tortuguitas)‏ هي منطقة سكنية تقع في الأرجنتين في بوينس آيرس (محافظة). يقدر عدد سكانها بـ 41,310 نسمة وترتفع عن سطح البحر 20 متر.